# T.J. Ford
Terrance Jerod "T.J." Ford (Houston, Texas; 24 de marzo de 1983) es un exjugador de baloncesto estadounidense que disputó ocho temporadas NBA. Su estatura es de 1,83 metros y jugaba de base.

## Carrera

### Universidad
Ford estudió en el Willowridge High School de Houston, Texas. De 2001 a 2003 jugó para los Texas Longhorns, el equipo de la Universidad de Texas. En 2003 ganó el premio al Universitario del Año y el Premio John R. Wooden, además de ser incluido en el primer equipo All-American. Su camiseta con el número 11 fue retirada por la Universidad de Texas, siendo el cuarto atleta de cualquier deporte que obtiene tal honor, por detrás de Earl Campbell, Ricky Williams y Roger Clemens.

### Profesional

#### NBA

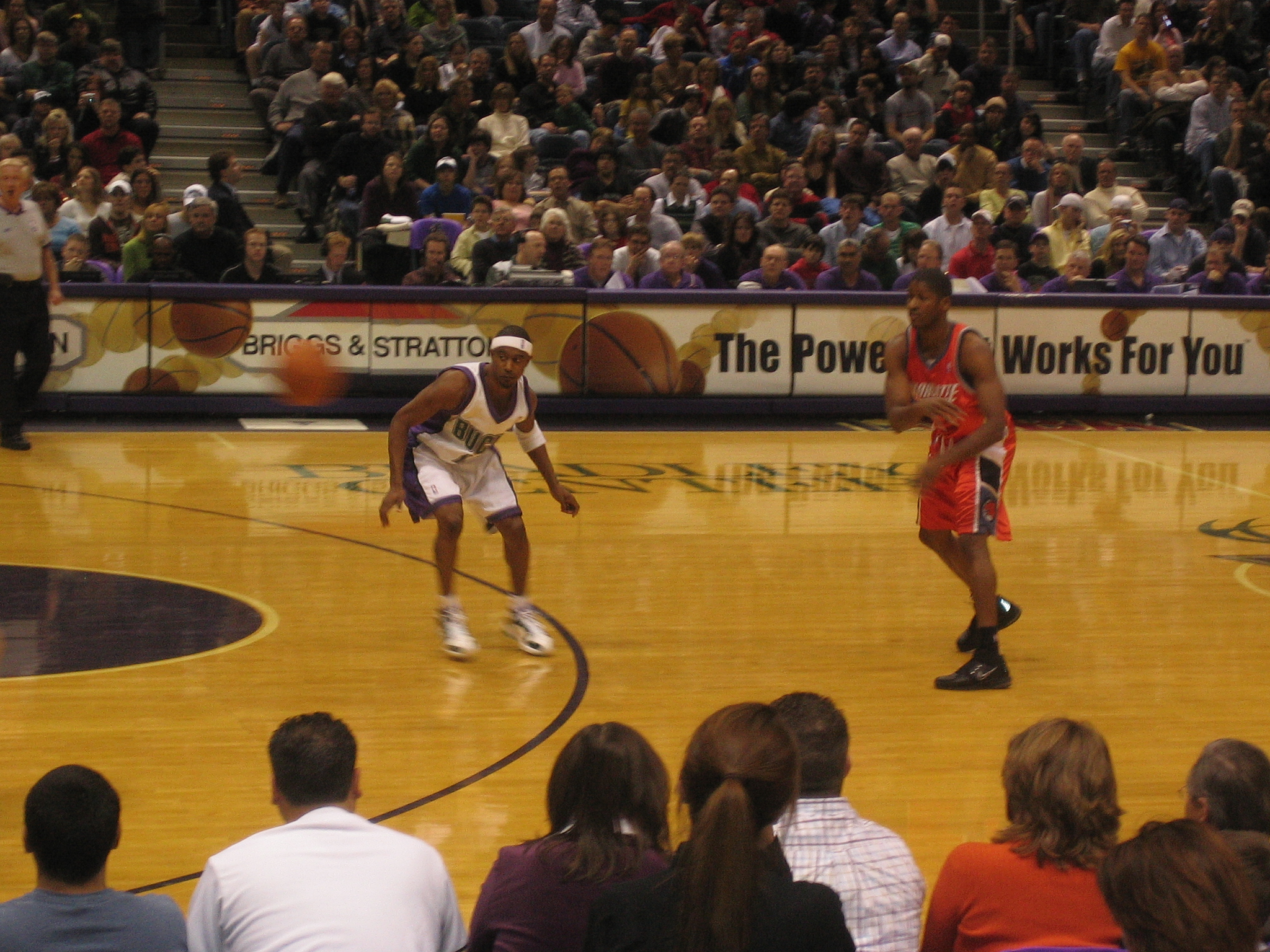
T.J. Ford, frente a Charlotte Bobcats, en su etapa en los Bucks

Fue elegido en 8.º lugar en la primera ronda del Draft de 2003 por Milwaukee Bucks, que habían conseguido esta selección del draft en un traspaso anterior con los Atlanta Hawks. En su primera temporada logró promediar unas 6.5 asistencias por partido. Jugó tan solo 55 por culpa de una lesión, que le hizo perderse los 26 partidos restantes así como los Playoffs. La lesión ocurrió el 24 de febrero de 2004 en un partido en casa contra los Minnesota Timberwolves, dañándose la médula espinal. Sus estadísticas finales fueron de 7.1 puntos y 6.5 asistencias por partido.
Ford se perdió toda la temporada 2004-2005 debido a esta grave lesión. El 26 de junio de 2005 el Dr. Robert Watkins, del Instituto de Cirugía Espinal de Los Ángeles, hizo público un comunicado en el que se anunciaba la completa recuperación de T.J. Ford. Ford volvió a entrenarse con los Bucks meses después con el comienzo de la pretemporada.
En su primer partido tras la lesión, el 1 de noviembre de 2005, Ford logró un doble-doble con 16 puntos, 14 asistencias y 9 rebotes en 34 minutos de juego en la victoria por 117-108 de Milwaukee frente a los Philadelphia 76ers. Durante el transcurso de la temporada Ford no mostró ningún resquicio de la lesión, jugando con la misma intensidad y sacrificio que en su primer año como novato. Está considerado uno de los jugadores más rápidos de la liga.
El 30 de junio de 2006, Ford fue traspasado a Toronto Raptors a cambio del alero Charlie Villanueva. Ford disfrutó de una temporada fructífera con los Raptors. El 20 de diciembre de 2006 anotó la canasta ganadora frente a Los Angeles Clippers y dos días más tarde, anotó prácticamente todos sus tiros y dio la asistencia para la canasta decisiva en la victoria frente a los Portland Trail Blazers.
El 9 de julio de 2008 se hizo oficial el traspaso que le enviaba a Indiana Pacers junto con Rasho Nesterovic, Maceo Baston y los derechos de Roy Hibbert a cambio de Jermaine O’Neal y los derechos de Nathan Jawai.

#### Croacia
Durante la huelga de la NBA de 2011, firmó por el KK Zagreb de Croatia. Disputó dos encuentros de Euroliga, y también jugó en la Liga del Adriático.

#### Regreso NBA y retirada
El 9 de diciembre de 2011 firmó por San Antonio Spurs.
El 12 de marzo de 2012 anunció públicamente su decisión de retirarse del baloncesto de forma definitiva debido a los continuos problemas que padecía en el cuello y cervicales. El 15 de marzo, fue traspasado a los Golden State Warriors, siendo cortado inmediatamente por los Warriors.

## Estadísticas de su carrera en la NBA

### Temporada regular
| Año     | Equipo      | PJ  | PT  | MPP  | %TC  | %3P  | %TL   | RPP | APP | ROB | TPP | PPP  |
| ------- | ----------- | --- | --- | ---- | ---- | ---- | ----- | --- | --- | --- | --- | ---- |
| 2003–04 | Milwaukee   | 55  | 55  | 26.8 | .384 | .238 | .816  | 3.2 | 6.5 | 1.1 | .1  | 7.1  |
| 2005–06 | Milwaukee   | 72  | 70  | 35.5 | .416 | .337 | .754  | 4.3 | 6.6 | 1.4 | .1  | 12.2 |
| 2006–07 | Toronto     | 75  | 71  | 29.9 | .436 | .304 | .819  | 3.1 | 7.9 | 1.4 | .1  | 14.0 |
| 2007–08 | Toronto     | 51  | 26  | 23.5 | .469 | .294 | . 880 | 2.0 | 6.1 | 1.1 | .0  | 12.1 |
| 2008–09 | Indiana     | 74  | 49  | 30.5 | .452 | .337 | .872  | 3.5 | 5.3 | 1.2 | .2  | 14.9 |
| 2009–10 | Indiana     | 47  | 32  | 25.3 | .445 | .160 | .770  | 3.2 | 3.8 | .9  | .2  | 10.3 |
| 2010–11 | Indiana     | 41  | 3   | 18.9 | .386 | .188 | .729  | 2.0 | 3.4 | .8  | .2  | 5.4  |
| 2011–12 | San Antonio | 14  | 0   | 13.6 | .442 | .250 | .786  | 1.3 | 3.2 | .6  | .1  | 3.6  |
| Total   | Total       | 429 | 306 | 27.7 | .433 | .289 | .815  | 3.1 | 5.8 | 1.2 | .1  | 11.2 |

### Playoffs
| Año   | Equipo    | PJ | PT | MPP  | %TC   | %3P   | %TL  | RPP | APP | ROB | TPP | PPP  |
| ----- | --------- | -- | -- | ---- | ----- | ----- | ---- | --- | --- | --- | --- | ---- |
| 2006  | Milwaukee | 5  | 5  | 32.4 | .490  | .400  | .917 | 4.0 | 6.4 | .6  | .0  | 12.6 |
| 2007  | Toronto   | 6  | 5  | 22.7 | .487  | .500  | .810 | 1.7 | 4.0 | 1.2 | .3  | 16.0 |
| 2008  | Toronto   | 5  | 5  | 24.8 | .362  | .125  | .938 | 4.4 | 6.6 | 1.0 | .0  | 11.6 |
| 2011  | Indiana   | 2  | 0  | 7.0  | 1.000 | 1.000 | .000 | .5  | 1.0 | .0  | .0  | 3.5  |
| Total | Total     | 18 | 15 | 24.2 | .457  | .375  | .878 | 2.9 | 5.1 | .8  | .1  | 12.4 |